# Henri Ader
Pour les articles homonymes, voir Ader.
Henri Ader, né le 13 avril 1928 à Paris et mort le 2 mars 2017, est un avocat français, bâtonnier de l'ordre des avocats de Paris entre 1990 et 1991.

## Biographie

### Jeunesse et études
Henri Ader naît à Paris le 13 avril 1928. Il suit des études de droit et obtient un DES de droit privé et de droit public. Il est diplômé de l'Institut d'études politiques de Paris en 1950. L'année suivante, il obtient un Master of Laws de l'université Harvard.

### Parcours professionnel
Après être devenu avocat au barreau de Paris le 29 novembre 1953, il exerce la profession d'avocat. Il est membre du Conseil de l'Ordre de 1980 à 1982. Il est bâtonnier du barreau de Paris en 1990-1991.
Il est le père de Basile Ader, vice-bâtonnier de l'ordre des avocats de Paris entre 2017 et 2019.

## Décorations
- Commandeur de la Légion d'honneur (2004)[1]
- Chevalier de l'ordre national du Mérite[1]